# Christian Kane
Pour les articles homonymes, voir Kane.
Christian Kane (né le 27 juin 1972 à Dallas, Texas), est un acteur, chanteur et guitariste américain.

## Biographie
Christian Kane est né le 27 juin 1972 à Dallas dans l'État du Texas aux États-Unis. Lui, sa sœur Jennifer et ses parents ont souvent déménagé, parcourant ainsi le sud des États-Unis avant de s'installer dans la petite ville de Norman, Oklahoma. Christian s'inscrivit à l'Université de l'Oklahoma dans le but d'être diplômé en histoire de l'art mais son ambition et sa passion pour la comédie l'emmèneront à tout quitter pour se rendre à Hollywood où il fera plusieurs petits boulots pour subvenir à ses besoins. 
C'est en 1997 que Christian Kane sera révélé au grand public grâce à un rôle dans une nouvelle émission télévisée nommée Fame L.A., basée sur les années 1980 où il incarnera Ryan "Flyboy" Legget. Cependant, l'émission s'arrêtera après 22 épisodes.
En 1999, il décroche son second rôle dans Premiers secours d'Aaron Spelling où il interprète Wick Lobo. Mais le sort s'acharne : l'émission avorte.
Pas découragé pour autant, la même année, Christian Kane est embauché comme assistant de production sur le tournage du film Edtv. En 2001, il décroche le premier rôle, celui de Woody Harrelson, avec Tom Selleck pour partenaire, dans un western nommé Crossfire Trail. Il enchaîne, dans la même année, le tournage d'un film, Hot Summer avec Freddie Prinze Jr. et Marc Blucas.
Il auditionna pour le rôle de Riley Finn dans la série télévisée Buffy contre les vampires (rôle qui sera attribué à Marc Blucas) mais sans succès. Il a également joué dans la série télévisée Angel, où on le voit durant les saisons 1, 2 et 5. Il campait le personnage de Lindsey McDonald, avocat de chez Wolfram et Hart, avec Lilah Morgan (Stephanie Romanov), associée au cabinet juridique. Ce fut, en effet, un plaisir pour Christian de jouer dans cette série avec David Boreanaz qui est son meilleur ami de longue date.
Comme son cousin Branden Hart, un phénomène de la country, Christian Kane est également le meneur d'un groupe de musique country formé avec deux de ses amis, Mike Eaton et Steve Carlson, nommé "Kane". En 2008, il joue le rôle d'Eliot Spencer dans la série à succès Leverage créée par Dean Devlin mais la série s'arrête en 2012 avec 5 saisons. Depuis 2014 il joue le rôle de Jacob Stone dans la série Flynn Carson et les Nouveaux Aventuriers (The Librarians).
Il est ami avec l'un des deux acteurs principaux de la série Supernatural, Jensen Ackles.

## Filmographie

### Cinéma
- 2000 : The Broken Hearts Club: A Romantic Comedy : Idaho Guy
- 2001 : Crossfire Trail : J.T. Langston
- 2001 : Hot Summer (Summer Catch) : Dale Robin
- 2002 : 7 jours et une vie : Cal Cooper
- 2003 : The Crooked E: The Unshredded Truth About Enron : Brian Cruver
- 2003 : Pour le meilleur et pour le rire (Just Married) : Peter Prentiss
- 2004 : Le Secret des frères McCann : Hub jeune
- 2004 : The Plight of Clownana : Christian
- 2004 : Friday Night Lights : Brian
- 2004 : New York Taxi : Agent Mullins
- 2005 : Un secret pour tous (Her Minor Thing) : Paul
- 2005 : Into the West : Abe Wheeler/High Wolf
- 2005 : Keep Your Distance : Sean Voight
- 2006 : Hide : Billy
- 2007 : Four Sheets to the Wind : David
- 2007 : Death Walks the Streets : Michael
- 2009 : The donner party : Charles Stanton
- 2009 : Un mariage presque parfait : Ryan Roberts
- 2011 : Good day for it : Dale Acton
- 2014 : 50 to 1 : Mark Allen
- 2014 : All Stars : Jim Hall
- 2016 :  Heaven Sent (l'enfant de Noël) : Billy Taylor

### Télévision
- 1999-2001 et 2003-2004 : Angel : Lindsey McDonald (VF : Xavier Fagnon) :
  - Saisons 1 épisode : 1 (Bienvenue à Los Angeles), 18 (Cinq sur cinq partie 1), 19 (Sanctuaire partie 2), 21 (Force aveugle), 22 (Le Manuscrit).
  - Saisons 2 épisode : 1 (Le Jugement), 5 (Cher amour), 7 (Darla), 9 (L'épreuve), 10 (Retrouvailles), 11 (Déclaration de guerre), 12 (Argent sale), 15 (Le Grand Bilan), 16 (Retour à l'ordre), 18 (Impasse).
  - Saisons 5 épisode : 8 (Destin), 10 (Cauchemars), 12 (Le Retour de Cordelia), 17 (Sous la surface), 21 (Jeu de pouvoir), 22 (L'Ultime Combat).
- 1997-1998 : Fame L.A. : Ryan "Flyboy" Legget
- 1999 : Premiers secours : Wick Lobo
- 2000 : Love Song : Billy Ryan Gallo
- 2001 : Dawson : Nick Taylor
- 2004 : Las Vegas : Bob
- 2005-2006 : Juste Cause (Close to Home) : Jack Chase (VF : Xavier Fagnon)
- 2008-2012 : Leverage (77 épisodes) : Eliot Spencer
- 2013 : King and Maxwell : J.T Maxwell
- 2014-2018 : Flynn Carson et les Nouveaux Aventuriers (The Librarians) : Jacob Stone
- 2019 : Supernatural : Lee Webb
- depuis 2020 : Almost Paradise : Alex Walker
- depuis 2021 : Leverage: Redemption : Eliot Spencer
- 2025 : The Librarians: The Next Chapter : Jacob Stone

### Jeu vidéo
- 2006 : 24 Heures chrono, le jeu : Peter Madsen

## Discographie

### Bande originale
| Titre                                                     | Chansons                                                                       |
| --------------------------------------------------------- | ------------------------------------------------------------------------------ |
| Angel (2001)                                              | L.A. Song                                                                      |
| 7 jours et une vie (2002)                                 | Sweet Carolina Rain (as KANE)                                                  |
| The Crooked E: The Unshredded Truth About Enron TV (2003) | More Than I Deserve (as KANE)                                                  |
| Pour le meilleur et pour le rire (Just Married) (2003)    | The Chase (as KANE)                                                            |
| Leverage — "The Two Horse Job" (2008)                     | More Than I Deserve (as KANE)                                                  |
| NASCAR 09 (2009)                                          | The House Rules (as Christian Kane)                                            |
| Keep Your Distance (2005)                                 | Right In Front Of You (as Sean Voight/KANE)                                    |
| Leverage — The Studio Job (2010)                          | Thinking of You                                                                |
| Supernatural - Last Call (2019)                           | The House Rules (as Lee Webb) - Good Ol' boys (as Lee Webb) avec Jensen Ackles |

### Albums Studio
| Kane                                    | - Date: 2000 - Label : auto-édition - Formats: CD                                         | —  | —   | — |
| The House Rules                         | - Date: 7 décembre 2010 - Label: Bigger Picture Music Group - Formats: CD, music download | 25 | 178 | 1 |
| "—" denotes releases that did not chart |                                                                                           |    |     |   |

### Maxis
| Titre          | Album details                                                                           | Peak chart positions | Peak chart positions | Peak chart positions |
| Titre          | Album details                                                                           | US Country           | US                   | US Heat              |
| -------------- | --------------------------------------------------------------------------------------- | -------------------- | -------------------- | -------------------- |
| Christian Kane | - Date: March 9, 2010 - Label: Bigger Picture Music Group - Formats: CD, music download | 28                   | 159                  | 5                    |

### Albums Live
| Titre                    | Album details                                       |
| ------------------------ | --------------------------------------------------- |
| Acoustic Live In London! | - Date : 2004 - Label : auto-édition - Formats : CD |

### Titres
| Année | titre           | Peak positions | Album           |
| Année | titre           | US Country     | Album           |
| ----- | --------------- | -------------- | --------------- |
| 2010  | The House Rules | 49             | The House Rules |
| 2011  | Let Me Go       | 58             | The House Rules |

### Clips vidéo
| Année | Vidéo           | Director         |
| ----- | --------------- | ---------------- |
| 2010  | The House Rules | Timothy Hutton   |
| 2011  | Let Me Go       | Roman White (en) |